# 웰링턴
웰링턴(Wellington, 문화어: 웰링톤)은 뉴질랜드의 수도이다. 1865년 오클랜드로부터 이곳으로 수도를 옮겼으며, 오클랜드에 이어 뉴질랜드에서 두 번째로 큰 도시이다. 뉴질랜드 정치·문화의 중심이다. 인구는 367,000명.

## 개요
뉴질랜드 북섬 최남단에 위치해 있고, 행정상으로는 웰링턴 시 자체와 그 인근 지역인 포리루아(Porirua), 어퍼 헛(Upper Hutt), 헛 시티(Hutt City) 등을 포함한다. 웰링턴 시의 원래 대지는 1839년 뉴질랜드 회사의 윌리엄 웨이크필드 대령에 의하여 선택된 오늘날의 페토네(Petone) 지역이었다. 며칠 후에 오늘의 램턴 항의 입구 지대로 옮겨졌다. 또한 오늘날의 대지가 마오리족들에게 대항하는 요지가 된다는 생각이 들었던 것이다.
거의 육지로 둘러싸여 있는 웰링턴 항구는 1826년 허드 선장이 처음으로 탐험하였고, 항구가 뉴질랜드 회사 정착의 대지를 처음으로 결성하는 웨이크필드 대령의 결정을 짓는 곳이 되었다. 쿡 해협을 바라보며, 지구성(地溝性)이 깊은 만(灣)을 따라 발달한 항만도시인데, 상업가는 해안 부근, 주택가는 주변 사면에 발전하고 있다.
1841년 윌리엄 홉슨(William Hobson)이 수도로 정한 오클랜드를 대신하여 1865년 웰링턴이 뉴질랜드의 수도가 되었다. 1862년 7월 7일 처음으로 웰링턴에서 의회가 열렸다. 이 거리가 공식적으로 수도가 되기 위해서는 그 후 한동안 걸렸다. 1863년 11월, 알프레드 도메트(Alfred Domett)가 오클랜드 전 의회에 "정부의 소재지를 쿡 해협 연안의 어느 적합 한 장소에 옮기는 것이 필요됐다"는 동의를 제출하였다. 남섬이 금 광맥의 존재를 배경으로 별도의 식민지를 형성하는 것이 아니냐는 우려가 분명히 있었지만, 오스트레일리아에서 파견된 판무관은 항구가 국토의 중앙에 위치하기 때문에 웰링턴이 수도에 걸맞은 의견을 밝혔다. 1865년 7월 26일, 의회는 처음 공식적으로 웰링턴에 설치되었다. 당시 웰링턴 인구는 4900명이었다. 웰링턴은 또한 뉴질랜드 최고 법원의 소재지이기도 하다. 역사적인 고등 법원 건물이 향후 개장한 대법원으로 사용 예정이다.

## 역사

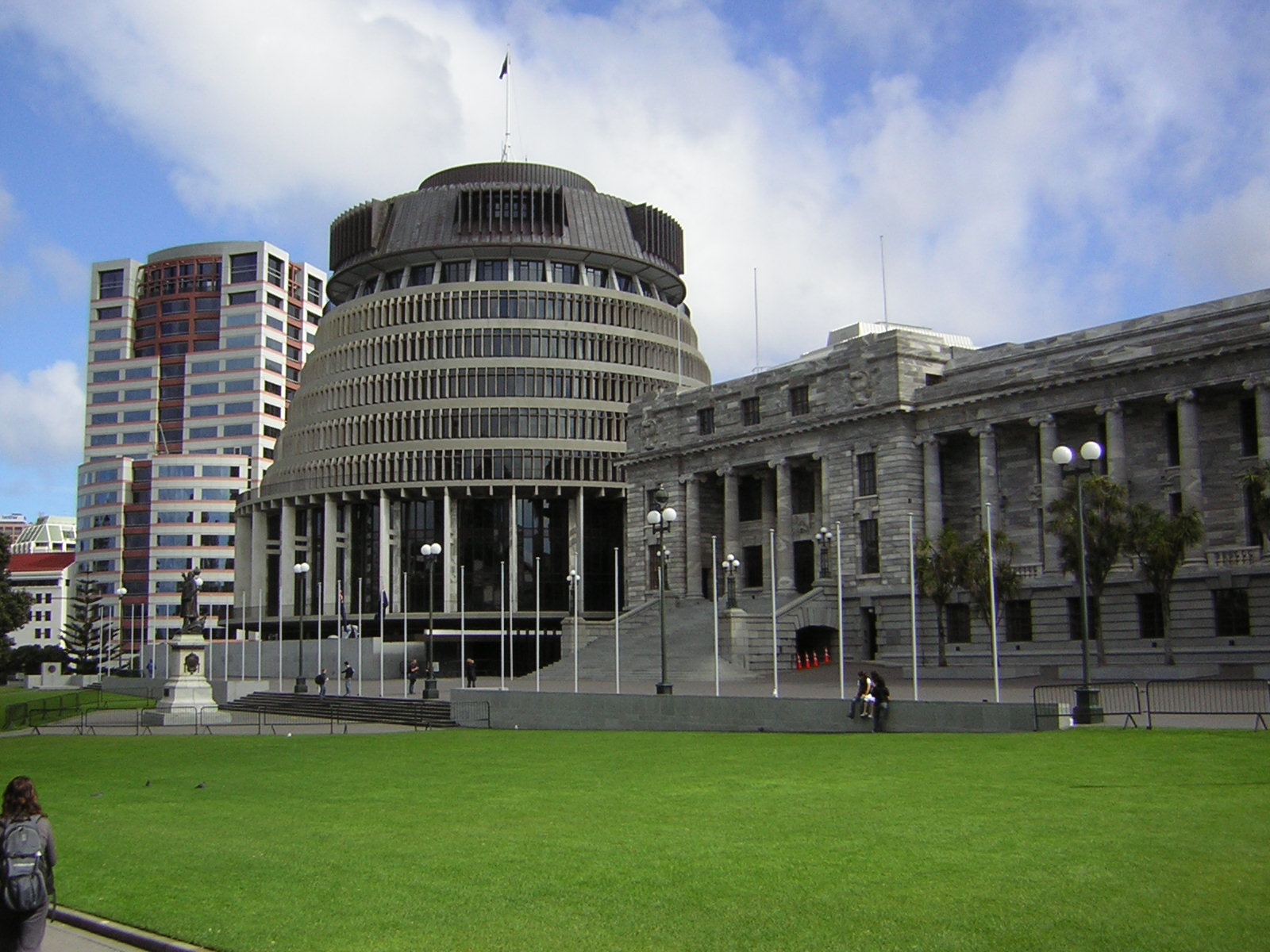
국회의사당

유럽인들의 정착 전에는 나이 타라(Ngai Tara)와 랑이타네(Rangitane)부족이라는 마오리족들이 살고있었다. 뉴질랜드 회사의 첫 배는 1839년 9월 20일에 도착한 토리(Tory)호였다. 이 배의 6명의 승객들 중 뉴질랜드 회사의 대표들 윌리엄 웨이크필드와 그의 조카 에드워드, 탐험가이자 화가 찰스 히피가 있었다. 1840년 1월에는 오로라(Aurora)호가 도착하였고, 쿠바(Cuba), 오리엔탈(Oriental), 록스버러(Roxbuugh), 애들레이드(Adelaide), 글렌버비(Glenbervie), 볼튼(Bolton), 코로만델(Coromandel) 등의 정착배들이 연달아 들어왔다. (웰링턴의 거리 이름들은 모두 이 배들의 이름을 땄다) 1842년에 읍으로 승격되었다가, 1903년에 도시가 되었다. 웰링턴의 지명은 웰링턴 공작 1세 아서 웰즐리의 이름을 딴 것이다.

### 지진
웰링턴과 쿡 해협으로 둘러싸인 지방은 1840년 이래 지진에 의하여 흔들렸다. 1848년에는 정착지의 절반이 파괴되었고, 많은 사람들이 지역을 떠났다. 아마, 큰 지진 기록은 1855년이며, 쿡 해협 양쪽에서 일어났다. 그 지진은 웰링턴 근처의 단층선 사이에 큰 융기를 일으킨 원인이 되었고, 12명의 사람들이 사망하였다.

## 문화

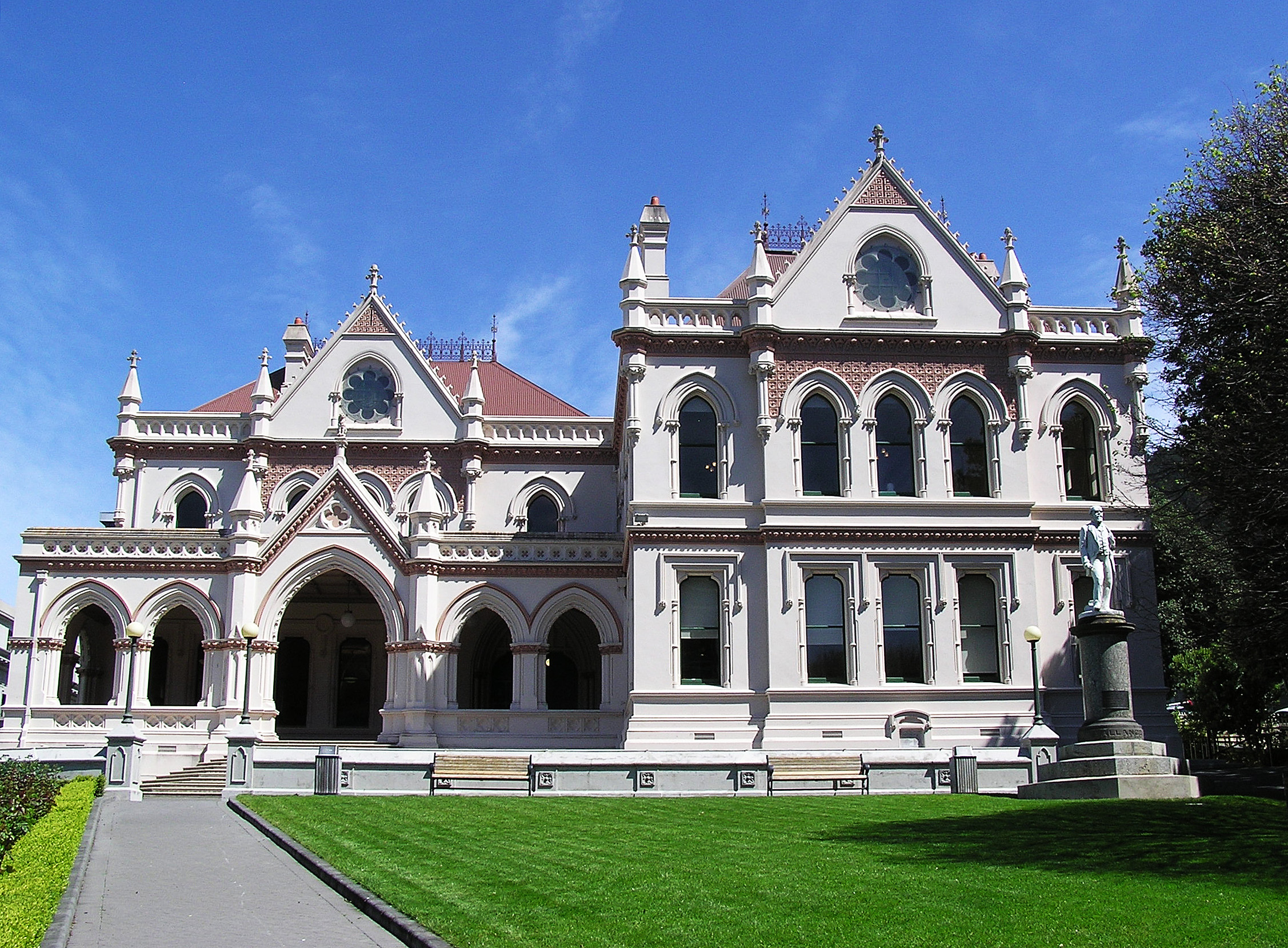
국회도서관

지리적으로 중앙에 위치한 이유로 웰링턴은 국내간 도로, 해안, 항공 교통의 주축이 된다. 오클랜드로부터 웰링턴으로 수도를 옮겨 정부를 세우는 데도 좋은 지리적 조건이 되었다. 웰링턴은 뉴질랜드의 예술과 오락의 수도로도 알려졌다. 뉴질랜드 (테파파) 박물관, 뉴질랜드 심포니 오케스트라, 뉴질랜드왕립 발레단의 본부이다. 국회의사당(벌집같은 모양으로 비하이브(Beehive)라고 불림)과 웰링턴 빅토리아 대학교(약칭:VUW)(1897년가 설립)이 있다.

## 지리

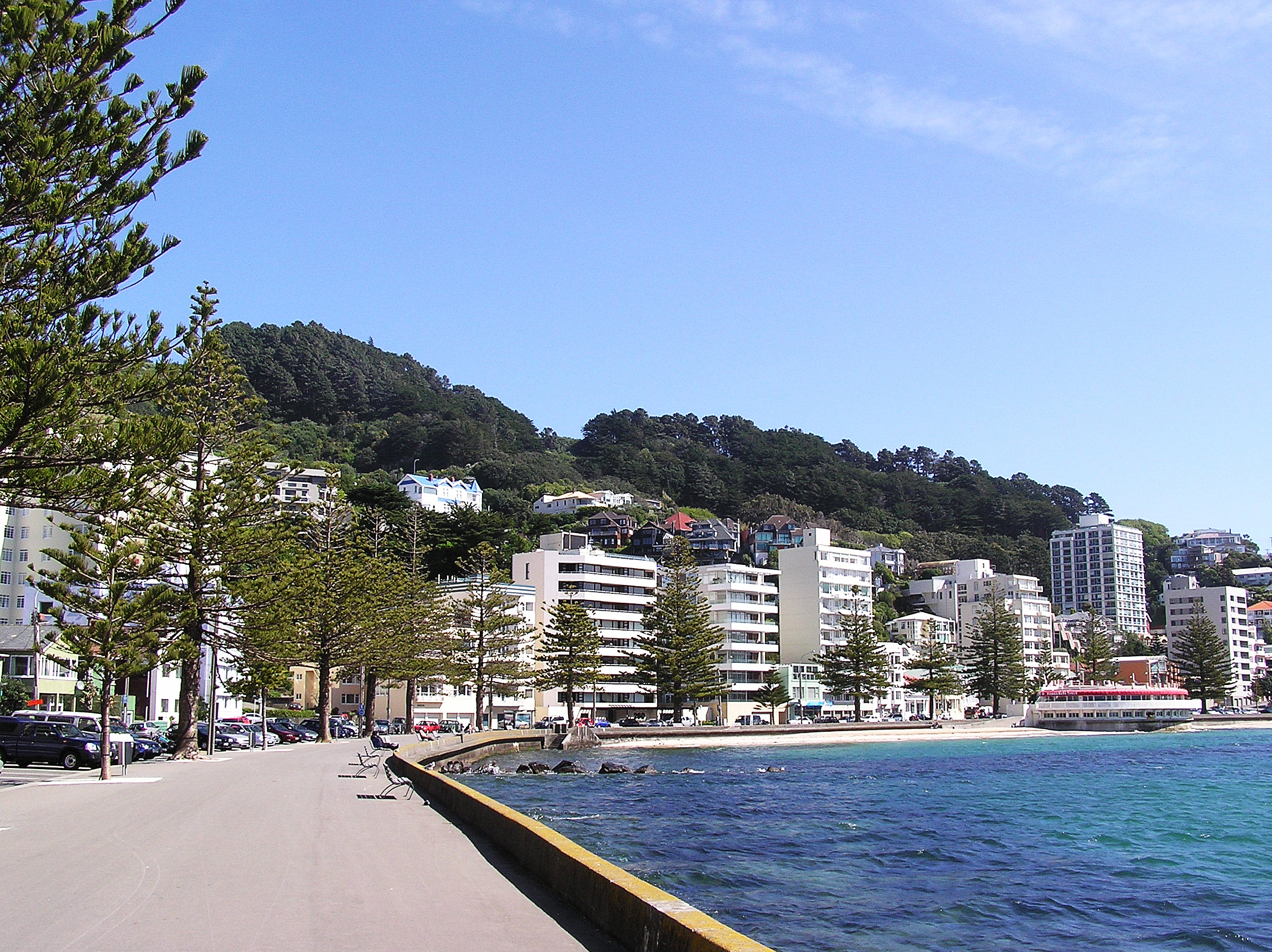
오리엔탈 베이

웰링턴은 북섬의 남서쪽에 위치하고 남북섬을 나누는 수로인 쿡 해협을 마주하고 있다. 화창한 날에는 눈이 덮인 카이코우라 산맥(Kaikoura Ranges)을 해협 너머 남쪽에 볼 수 있다. 북쪽에는 카피티 해안(Kapiti Coast)의 황금 바닷가가 펼쳐져 있다. 동쪽 리무타카 산맥(Rimutaka Range)은 전국적으로 유명한 와인 산지인 와이라라파(Wairarapa)의 광대한 평원이 웰링턴을 사이에 두고 있다.
항구와 도시를 둘러싼 언덕 사이에 시가지를 형성할 수 있는 토지가 적기 때문에 웰링턴은 뉴질랜드의 대부분의 도시보다 인구 밀도가 높다. "으르렁 거리는 40(Roaring Forties)"이라고 불리는 위도에 위치하고 있기 때문에 쿡 해협을 건너 항상 불어 오는 바람에 노출되어 웰링턴은 뉴질랜드 사람 사이에서는"바람의 웰링턴(Windy Wellington) "이라고 불린다.

### 기후

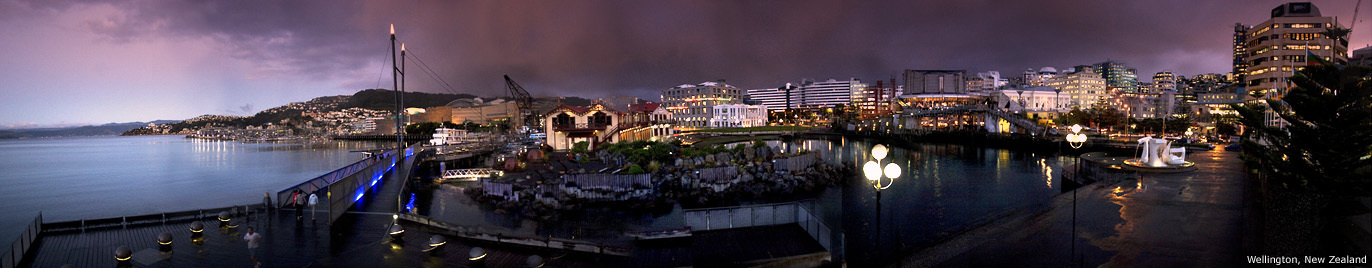
웰링턴 항구 야경

| 웰링턴 (켈번)의 기후                                                           | 웰링턴 (켈번)의 기후 | 웰링턴 (켈번)의 기후 | 웰링턴 (켈번)의 기후 | 웰링턴 (켈번)의 기후 | 웰링턴 (켈번)의 기후 | 웰링턴 (켈번)의 기후 | 웰링턴 (켈번)의 기후 | 웰링턴 (켈번)의 기후 | 웰링턴 (켈번)의 기후 | 웰링턴 (켈번)의 기후 | 웰링턴 (켈번)의 기후 | 웰링턴 (켈번)의 기후 | 웰링턴 (켈번)의 기후 |
| 월                                                                             | 1월                  | 2월                  | 3월                  | 4월                  | 5월                  | 6월                  | 7월                  | 8월                  | 9월                  | 10월                 | 11월                 | 12월                 | 연간                 |
| ------------------------------------------------------------------------------ | -------------------- | -------------------- | -------------------- | -------------------- | -------------------- | -------------------- | -------------------- | -------------------- | -------------------- | -------------------- | -------------------- | -------------------- | -------------------- |
| 역대 최고 기온 °C (°F)                                                         | 30.3 (86.5)          | 31.1 (88.0)          | 28.3 (82.9)          | 27.3 (81.1)          | 22.0 (71.6)          | 20.6 (69.1)          | 18.9 (66.0)          | 20.3 (68.5)          | 21.9 (71.4)          | 25.1 (77.2)          | 26.9 (80.4)          | 29.1 (84.4)          | 31.1 (88.0)          |
| 일평균 최고 기온 °C (°F)                                                       | 20.3 (68.5)          | 20.6 (69.1)          | 19.1 (66.4)          | 16.7 (62.1)          | 14.6 (58.3)          | 12.4 (54.3)          | 11.7 (53.1)          | 12.4 (54.3)          | 13.6 (56.5)          | 15.1 (59.2)          | 16.6 (61.9)          | 18.7 (65.7)          | 16.0 (60.8)          |
| 일일 평균 기온 °C (°F)                                                         | 17.0 (62.6)          | 17.3 (63.1)          | 15.9 (60.6)          | 13.8 (56.8)          | 12.0 (53.6)          | 9.9 (49.8)           | 9.2 (48.6)           | 9.7 (49.5)           | 10.9 (51.6)          | 12.1 (53.8)          | 13.5 (56.3)          | 15.6 (60.1)          | 13.1 (55.6)          |
| 일평균 최저 기온 °C (°F)                                                       | 13.7 (56.7)          | 13.9 (57.0)          | 12.7 (54.9)          | 11.0 (51.8)          | 9.4 (48.9)           | 7.3 (45.1)           | 6.7 (44.1)           | 7.0 (44.6)           | 8.1 (46.6)           | 9.2 (48.6)           | 10.3 (50.5)          | 12.4 (54.3)          | 10.1 (50.2)          |
| 역대 최저 기온 °C (°F)                                                         | 4.1 (39.4)           | 4.7 (40.5)           | 3.6 (38.5)           | 2.1 (35.8)           | −0.7 (30.7)          | −1.2 (29.8)          | −1.9 (28.6)          | −1.6 (29.1)          | −0.6 (30.9)          | 1.1 (34.0)           | 1.7 (35.1)           | 3.4 (38.1)           | −1.9 (28.6)          |
| 평균 강우량 mm (인치)                                                          | 79.2 (3.12)          | 55.5 (2.19)          | 99.6 (3.92)          | 126.7 (4.99)         | 144.9 (5.70)         | 123.8 (4.87)         | 147.1 (5.79)         | 139.1 (5.48)         | 108.0 (4.25)         | 118.7 (4.67)         | 85.4 (3.36)          | 91.1 (3.59)          | 1,319.1 (51.93)      |
| 평균 강우일수 (≥ 1.0 mm)                                                       | 6.9                  | 6.9                  | 9.3                  | 10.3                 | 13.3                 | 13.4                 | 12.8                 | 12.5                 | 10.9                 | 12.4                 | 9.5                  | 10.0                 | 128.2                |
| 평균 상대 습도 (%)                                                             | 78.3                 | 80.0                 | 82.2                 | 81.8                 | 83.7                 | 85.5                 | 84.6                 | 82.9                 | 78.9                 | 79.7                 | 78.0                 | 78.4                 | 81.2                 |
| 평균 월간 일조시간                                                             | 231.8                | 211.4                | 204.0                | 156.4                | 133.1                | 101.2                | 121.0                | 147.8                | 164.4                | 193.3                | 211.7                | 218.0                | 2,094.1              |
| 출처: 뉴질랜드 국립수자원대기연구소 (평년값: 1991년~2020년, 극값: 1862년~현재) |                      |                      |                      |                      |                      |                      |                      |                      |                      |                      |                      |                      |                      |

| 웰링턴 국제공항의 기후                                                         | 웰링턴 국제공항의 기후 | 웰링턴 국제공항의 기후 | 웰링턴 국제공항의 기후 | 웰링턴 국제공항의 기후 | 웰링턴 국제공항의 기후 | 웰링턴 국제공항의 기후 | 웰링턴 국제공항의 기후 | 웰링턴 국제공항의 기후 | 웰링턴 국제공항의 기후 | 웰링턴 국제공항의 기후 | 웰링턴 국제공항의 기후 | 웰링턴 국제공항의 기후 | 웰링턴 국제공항의 기후 |
| 월                                                                             | 1월                    | 2월                    | 3월                    | 4월                    | 5월                    | 6월                    | 7월                    | 8월                    | 9월                    | 10월                   | 11월                   | 12월                   | 연간                   |
| ------------------------------------------------------------------------------ | ---------------------- | ---------------------- | ---------------------- | ---------------------- | ---------------------- | ---------------------- | ---------------------- | ---------------------- | ---------------------- | ---------------------- | ---------------------- | ---------------------- | ---------------------- |
| 역대 최고 기온 °C (°F)                                                         | 29.6 (85.3)            | 30.6 (87.1)            | 28.3 (82.9)            | 25.2 (77.4)            | 22.0 (71.6)            | 19.2 (66.6)            | 18.8 (65.8)            | 18.3 (64.9)            | 22.6 (72.7)            | 23.9 (75.0)            | 26.8 (80.2)            | 29.6 (85.3)            | 30.6 (87.1)            |
| 일평균 최고 기온 °C (°F)                                                       | 21.0 (69.8)            | 21.2 (70.2)            | 19.7 (67.5)            | 17.3 (63.1)            | 15.4 (59.7)            | 13.2 (55.8)            | 12.5 (54.5)            | 13.0 (55.4)            | 14.4 (57.9)            | 15.8 (60.4)            | 17.4 (63.3)            | 19.6 (67.3)            | 16.7 (62.1)            |
| 일일 평균 기온 °C (°F)                                                         | 17.8 (64.0)            | 18.0 (64.4)            | 16.6 (61.9)            | 14.5 (58.1)            | 12.7 (54.9)            | 10.6 (51.1)            | 9.8 (49.6)             | 10.3 (50.5)            | 11.6 (52.9)            | 13.0 (55.4)            | 14.4 (57.9)            | 16.5 (61.7)            | 13.8 (56.9)            |
| 일평균 최저 기온 °C (°F)                                                       | 14.6 (58.3)            | 14.8 (58.6)            | 13.5 (56.3)            | 11.7 (53.1)            | 10.1 (50.2)            | 8.0 (46.4)             | 7.1 (44.8)             | 7.6 (45.7)             | 8.9 (48.0)             | 10.1 (50.2)            | 11.4 (52.5)            | 13.5 (56.3)            | 10.9 (51.7)            |
| 역대 최저 기온 °C (°F)                                                         | 4.3 (39.7)             | 4.5 (40.1)             | 4.3 (39.7)             | 2.3 (36.1)             | 0.6 (33.1)             | −0.6 (30.9)            | −1.1 (30.0)            | −1.1 (30.0)            | −1.0 (30.2)            | 1.2 (34.2)             | 2.1 (35.8)             | 3.8 (38.8)             | −1.1 (30.0)            |
| 평균 강우량 mm (인치)                                                          | 60.0 (2.36)            | 60.4 (2.38)            | 66.0 (2.60)            | 79.8 (3.14)            | 88.4 (3.48)            | 102.6 (4.04)           | 109.7 (4.32)           | 94.1 (3.70)            | 79.9 (3.15)            | 90.9 (3.58)            | 74.7 (2.94)            | 67.1 (2.64)            | 973.6 (38.33)          |
| 평균 강우일수 (≥ 1.0 mm)                                                       | 6.6                    | 6.3                    | 7.7                    | 8.2                    | 10.2                   | 12.3                   | 12.0                   | 12.4                   | 10.6                   | 10.3                   | 8.4                    | 8.1                    | 113.0                  |
| 평균 상대 습도 (%)                                                             | 75.1                   | 76.8                   | 77.6                   | 78.0                   | 80.0                   | 81.5                   | 81.0                   | 80.0                   | 76.5                   | 75.4                   | 73.6                   | 74.9                   | 77.5                   |
| 출처: 뉴질랜드 국립수자원대기연구소 (평년값: 1991년~2020년, 극값: 1962년~현재) |                        |                        |                        |                        |                        |                        |                        |                        |                        |                        |                        |                        |                        |

## 인구
| 연도  | 인구    | ±% p.a. |
| ----- | ------- | ------- |
| 2006  | 179,466 | —       |
| 2013  | 190,956 | +0.89%  |
| 2018  | 202,737 | +1.20%  |
| 출처: |         |         |

## 자매 도시
- 영국 헤로게이트
- 오스트레일리아 시드니
- 중국 베이징
- 중국 샤먼시
- 일본 사카이시 (오사카부)